# Margarete Steiff GmbH

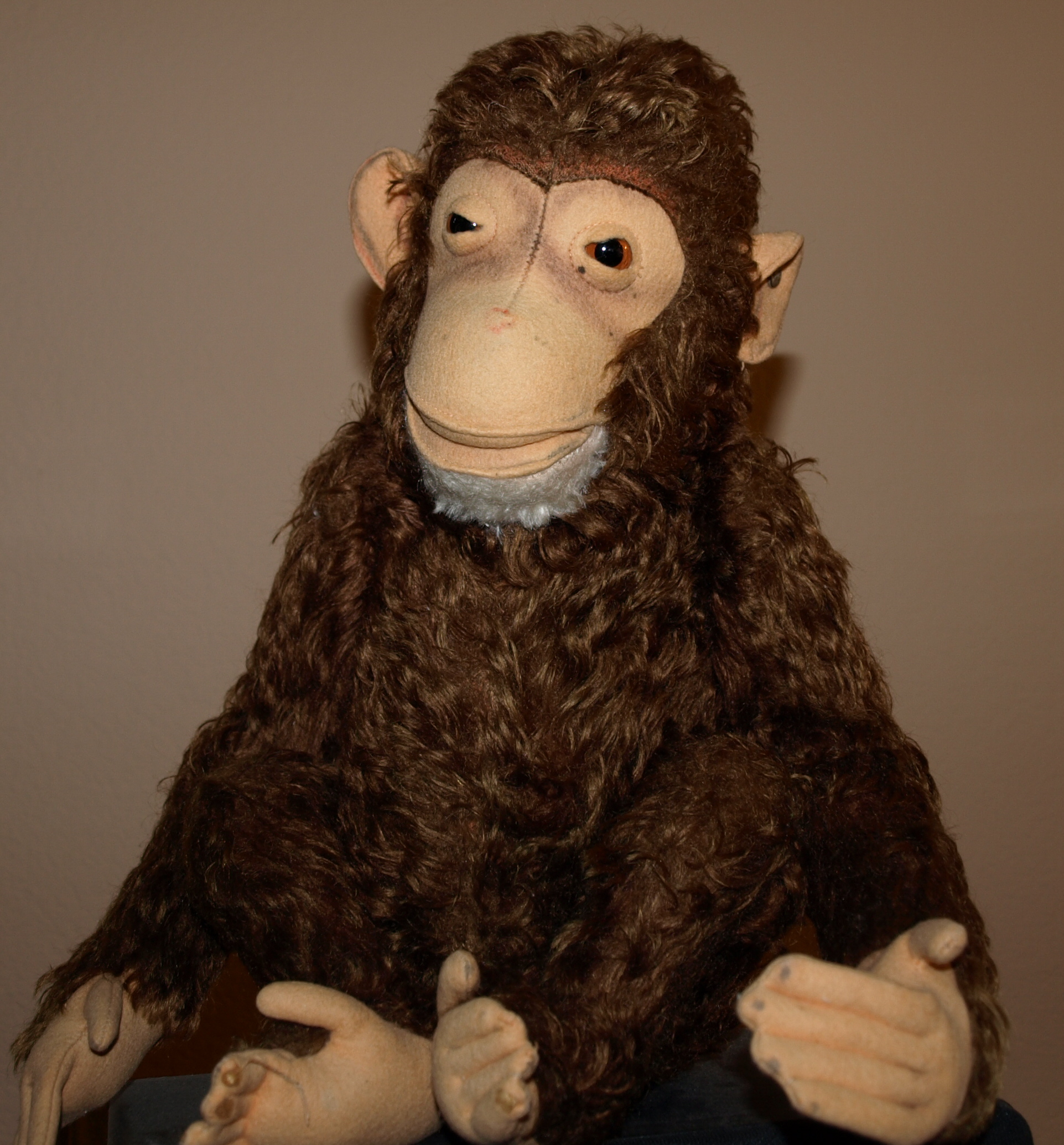
Nina de Steiff "Jocko"

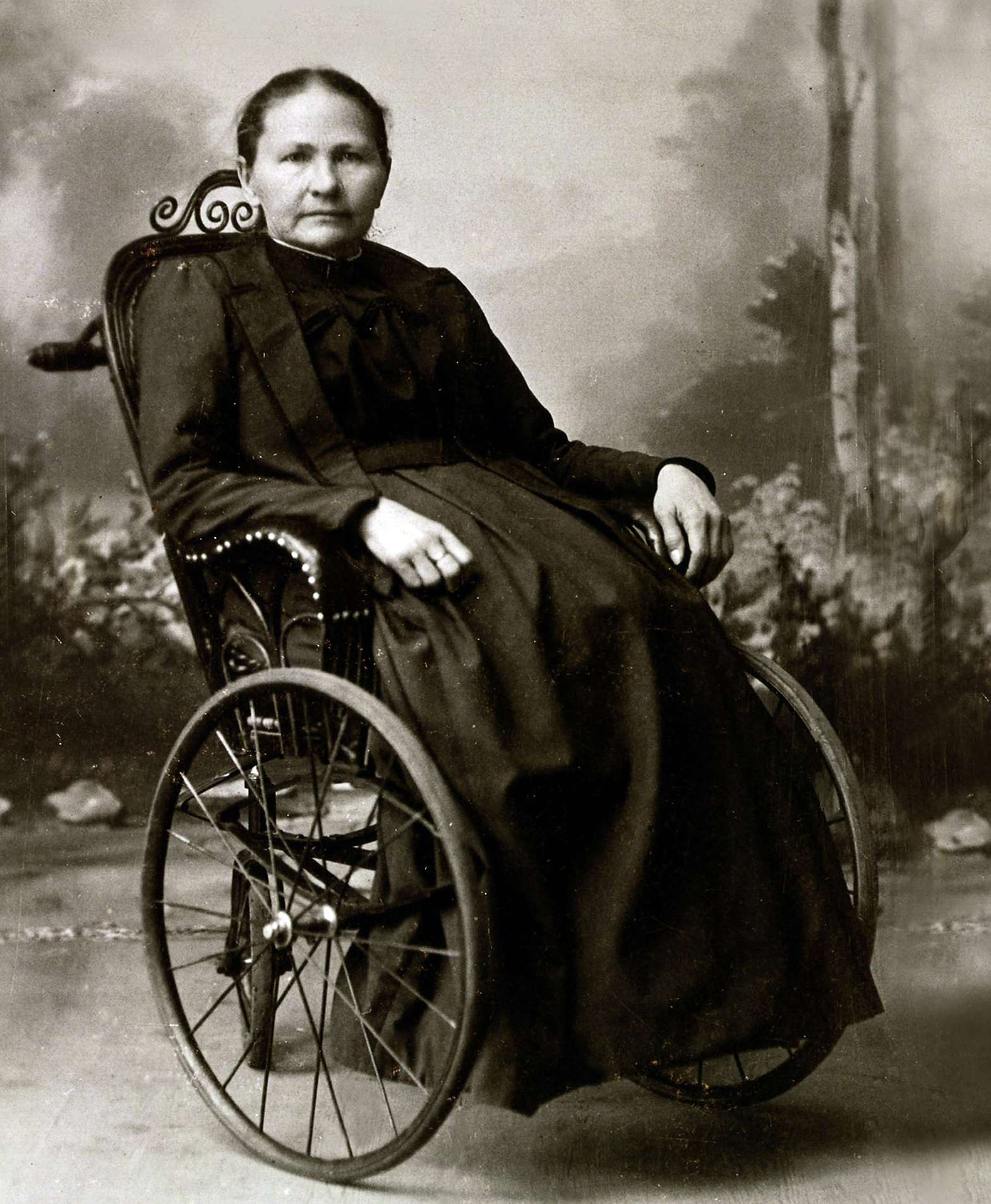
Margarete Steiff

Steiff és una empresa fabricant de joguines d'alta qualitat amb la seu a Alemanya. La va fundar Margarete Steiff l'any 1880.
Les joguines inicialment van tenir la forma d'elefants i anys després es van fer amb les formes de gossos, gats i porquerts.
El nebot de Steiff, Richard s'hi uní el 1897 i va donar a l'empresa un impuls enorme creant els ossets de peluix el 1902. Cap a 1907, Steiff fabricà 974,000 ossets.
Els productes Steiff estan subjectes a unes proves i inspeccions meticuloses
Les joguines presenten un botó a l'orella amb la marca Steiff que les identifica i distingeix de les imitacions.